# Legătură phi
Legătura phi (notată adesea cu simbolul φ) este un tip de legătură covalentă în care șase lobi ai unui orbital atomic implicat suprapune șase lobi al celuilalt orbital atomic implicat. Suprapunerea duce la formarea unui orbital molecular de legătură cu trei planuri nodale care conțin axa internucleară și trec prin ambii atomi..
Litera grecească φ din denumire se referă la orbitalii f, deoarece simetria orbitală a legăturii φ este aceeași cu cea a orbitalului f obișnuit (cu 6 lobi) atunci când este observat pe axa legăturii.